# Bộ trưởng Y tế và Dịch vụ Nhân sinh Hoa Kỳ
Bộ trưởng Y tế và Dịch vụ Nhân sinh Hoa Kỳ (tiếng Anh: United States Secretary of Health and Human Services) là người lãnh đạo Bộ Y tế và Dịch vụ Nhân sinh Hoa Kỳ đặc trách các vấn đề có liên quan đến sức khỏe. Bộ trưởng là một thành viên trong nội các của Tổng thống Hoa Kỳ. Chức vụ này trước kia được gọi là Bộ trưởng Y tế, Giáo dục và Phúc lợi.
Năm 1979, Bộ Y tế, Giáo dục và Phúc lợi Hoa Kỳ được đổi tên thành Bộ Y tế và Dịch vụ Nhân sinh Hoa Kỳ và các chức năng phục vụ giáo dục của bộ được thuyên chuyển sang bộ mới thành lập là Bộ Giáo dục Hoa Kỳ. Patricia Roberts Harris là người lãnh đạo bộ này trước và sau khi nó được đổi tên.
Đề cử cho chức vụ Bộ trưởng Y tế và Dịch vụ Nhân sinh phải được trình lên Ủy ban Thượng viện Hoa Kỳ đặc trách Y tế, Giáo dục, Lao động và Hưu bổng cũng như Ủy ban Tài chính Thượng viện Hoa Kỳ là ủy ban có thẩm quyền đối với các chương trình "Medicare"  (chăm sóc y tế) và "Medicaid" (trợ giúp y tế) trước khi toàn thể Thượng viện Hoa Kỳ biểu quyết xác nhận.
Robert F. Kennedy Jr. tuyên thệ nhậm chức Bộ trưởng Y tế và Dịch vụ Nhân sinh trước Thượng viện Hoa Kỳ ngày 13 tháng 2 năm 2025.

## Nhiệm vụ
Nhiệm vụ của bộ trưởng xoay quanh những mối quan tâm và điều kiện sinh sống của con người tại Hoa Kỳ. Nhiệm vụ bao gồm cố vấn Tổng thống Hoa Kỳ về các vấn đề có liên quan đến y tế, phúc lợi và những chương trình an ninh thu nhập. Bộ trưởng quản lý Bộ Y tế và Dịch vụ Nhân sinh để thực hiện các chương trình đã được chấp thuận và tạo điều kiện cho công chúng nhận thức được những mục tiêu của bộ.
Sau các cuộc tấn công vào ngày 11 tháng 9 và các cuộc tấn công bằng chất anthrax sau đó, chức vụ này đã giữ một vai trò nổi bật trong cuộc chiến chống khủng bố. Sau khi rời nhiệm sở, Bộ trưởng lúc đó là Tommy Thompson có nói rằng "Cả đời tôi cũng không hiểu tại sao bọn khủng bố chẳng khi nào tấn công nguồn cung cấp thực phẩm của chúng ta, bởi vì rất là dễ làm điều này..." Các học giả đồng ý với nhau rằng một cuộc tấn công vào nguồn thực phẩm (đặc biệt là sữa) có thể ảnh hưởng đến 100.000 người.

## Danh sách các Bộ trưởng Y tế, Giáo dục và Phúc lợi Hoa Kỳ
| Thứ tự | Hình | Tên                   | Quê nhà          | Nhậm chức           | Rời chức            | Dưới thời tổng thống         |
| ------ | ---- | --------------------- | ---------------- | ------------------- | ------------------- | ---------------------------- |
| 1      |      | Oveta Culp Hobby      | Texas            | 11 tháng 4 năm 1953 | 31 tháng 7 năm 1955 | Dwight Eisenhower            |
| 2      |      | Marion B. Folsom      | New York         | 2 tháng 8 năm 1955  | 31 tháng 7 năm 1958 | Dwight Eisenhower            |
| 3      |      | Arthur S. Flemming    | Ohio             | 1 tháng 8 năm 1958  | 19 tháng 1 năm 1961 | Dwight Eisenhower            |
| 4      |      | Abraham A. Ribicoff   | Connecticut      | 21 tháng 1 năm 1961 | 13 tháng 7 năm 1962 | John Kennedy                 |
| 5      |      | Anthony J. Celebrezze | Ohio             | 31 tháng 7 năm 1962 | 17 tháng 8 năm 1965 | John Kennedy, Lyndon Johnson |
| 6      |      | John W. Gardner       | New York         | 18 tháng 8 năm 1965 | 1 tháng 3 năm 1968  | Lyndon Johnson               |
| 7      |      | Wilbur J. Cohen       | Maryland         | 16 tháng 5 năm 1968 | 20 tháng 1 năm 1969 | Lyndon Johnson               |
| 8      |      | Robert Finch          | California       | 21 tháng 1 năm 1969 | 23 tháng 6 năm 1970 | Richard Nixon                |
| 9      |      | Elliot Richardson     | Massachusetts    | 24 tháng 6 năm 1970 | 29 tháng 1 năm 1973 | Richard Nixon                |
| 10     |      | Caspar Weinberger     | California       | 12 tháng 2 năm 1973 | 8 tháng 8 năm 1975  | Gerald Ford                  |
| 11     |      | David Mathews         | Alabama          | 8 tháng 8 năm 1975  | 20 tháng 1 năm 1977 | Gerald Ford                  |
| 12     |      | Joseph Califano       | Đặc khu Columbia | 25 tháng 1 năm 1977 | 3 tháng 8 năm 1979  | Jimmy Carter                 |
| 13     |      | Patricia R. Harris    | Đặc khu Columbia | 3 tháng 8 năm 1979  | 4 tháng 5 năm 1980  | Jimmy Carter                 |

## Danh sách các Bộ trưởng Y tế và Dịch vụ Nhân sinh Hoa Kỳ
| Thứ tự | Hình | Tên                    | Quê nhà          | Nhậm chức            | Rời chức             | Dưới thời tổng thống |
| ------ | ---- | ---------------------- | ---------------- | -------------------- | -------------------- | -------------------- |
| 13     |      | Patricia R. Harris     | Đặc khu Columbia | 4 tháng 5 năm 1980   | 20 tháng 1 năm 1981  | Jimmy Carter         |
| 14     |      | Richard Schweiker      | Pennsylvania     | 22 tháng 1 năm 1981  | 3 tháng 2 năm 1983   | Ronald Reagan        |
| 15     |      | Margaret Heckler       | Massachusetts    | 9 tháng 3 năm 1983   | 13 tháng 12 năm 1985 | Ronald Reagan        |
| 16     |      | Otis R. Bowen          | Indiana          | 13 tháng 12 năm 1985 | 20 tháng 1 năm 1989  | Ronald Reagan        |
| 17     |      | Louis W. Sullivan      | Georgia          | 1 tháng 3 năm 1989   | 20 tháng 1 năm 1993  | George H. W. Bush    |
| 18     |      | Donna Shalala          | Wisconsin        | 22 tháng 1 năm 1993  | 20 tháng 1 năm 2001  | Bill Clinton         |
| 19     |      | Tommy Thompson         | Wisconsin        | 2 tháng 2 năm 2001   | 26 tháng 1 năm 2005  | George W. Bush       |
| 20     |      | Mike Leavitt           | Utah             | 26 tháng 1 năm 2005  | 20 tháng 1 năm 2009  | George W. Bush       |
| 21     |      | Kathleen Sebelius      | Kansas           | 28 tháng 4 năm 2009  | 9 tháng 6 năm 2014   | Barack Obama         |
| 22     |      | Sylvia Mathews Burwell | Đặc khu Columbia | 9 tháng 6 năm 2014   | 20 tháng 1 năm 2017  | Barack Obama         |
| 23     |      | Tom Price              | Georgia          | 10 tháng 2 năm 2017  | 25 tháng 1 năm 2018  | Donald Trump         |
| 24     |      | Alex Azar              | Indiana          | 25 tháng 1 năm 2018  | 20 tháng 1 năm 2021  | Donald Trump         |
| 25     |      | Xavier Becerra         | California       | 19 tháng 3 năm 2021  | 20 tháng 1 năm 2025  | Joe Biden            |
| 26     |      | Robert F. Kennedy Jr.  | California       | 13 tháng 2 năm 2025  | Đương nhiệm          | Donald Trump         |

## Danh sách các bộ trưởng còn sống

### Y tế, Giáo dục và Phúc lợi
- F. David Mathews
- Joseph A. Califano, Jr.

### Y tế và Dịch vụ Nhân sinh
- Richard Schweiker
- Margaret Heckler
- Otis R. Bowen
- Louis W. Sullivan
- Donna Shalala
- Tommy Thompson
- Mike Leavitt
- Kathleen Sebelius
- Sylvia Mathews Burwell
- Tom Price
- Alex Azar
- Xavier Becerra